# Gare de Formerie
Gare de Formerie vasútállomás Franciaországban, Formerie településen.

## Vasútvonalak
Az állomást az alábbi vasútvonalak érintik:
- Amiens–Rouen-vasútvonal

## Kapcsolódó állomások
A vasútállomáshoz az alábbi állomások vannak a legközelebb:
- Gare d’Abancourt
- Gare de Serqueux